# Valtopina
Valtopina település Olaszországban, Umbria régióban, Perugia megyében. Lakosainak száma 1280 fő (2023. január 1.). Valtopina Foligno, Nocera Umbra, Spello és Assisi községekkel határos.

## Népesség
A település lakossága az elmúlt években az alábbi módon változott:
| Lakosok száma | 1454 | 1398 | 1380 | 1280 |
|               | 2008 | 2017 | 2018 | 2023 |